# 北田辺駅
北田辺駅（きたたなべえき）は、大阪府大阪市東住吉区北田辺四丁目にある、近畿日本鉄道（近鉄）南大阪線の駅。駅番号はF03。

## 歴史
- 1923年（大正12年）12月28日：大阪鉄道の河堀口 - 針中野間に新設開業[1]。
- 1943年（昭和18年）2月1日：関西急行鉄道が大阪鉄道を合併[1]。関西急行鉄道天王寺線の駅となる。
- 1944年（昭和19年）6月1日：戦時統合により関西急行鉄道が南海鉄道（現在の南海電気鉄道の前身。後に再独立）と合併、近畿日本鉄道南大阪線の駅となる[1]。
- 1987年（昭和62年）12月6日：路線高架化により高架駅となる。
- 2007年（平成19年）4月1日：PiTaPa使用開始[2]。

## 駅構造

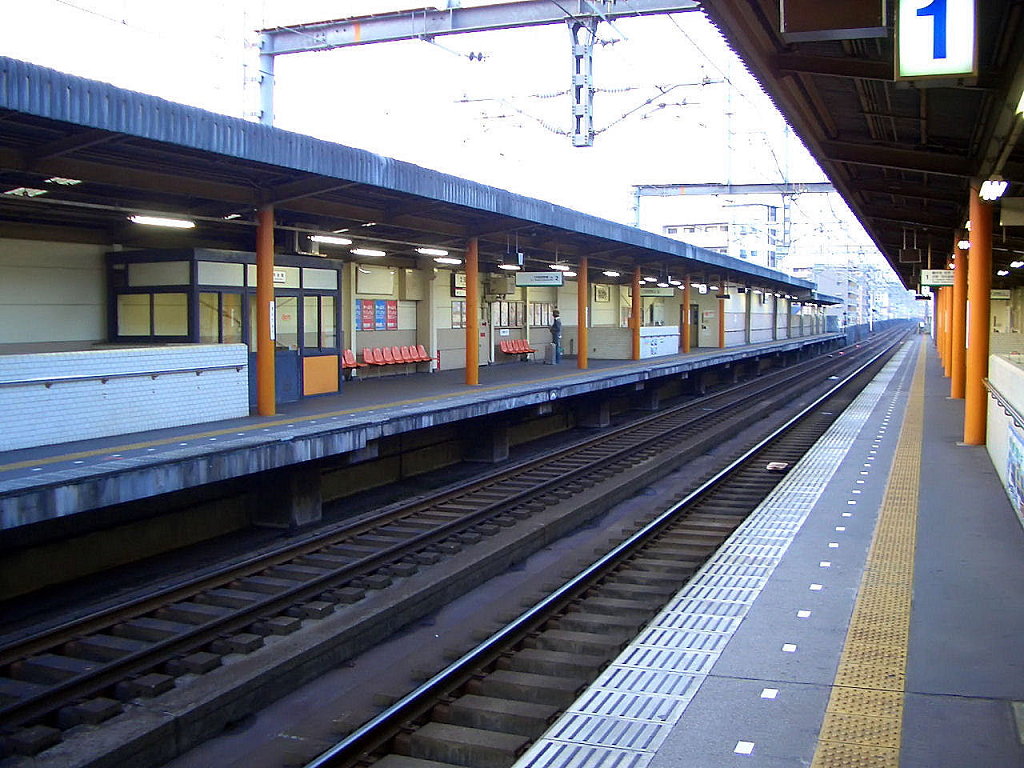
ホーム（2007年）

相対式2面2線ホームを持つ高架駅。３階にあるホームの有効長は6両分。改札口は2階に2箇所あり、そのうち1箇所は１番のりばへつながるエレベータ専用となっている。
２番のりばへのエレベーターは２階中央の改札口を経由してアプローチする。
大阪阿部野橋駅管理の有人駅で、PiTaPa・ICOCA対応の自動改札機および自動精算機（回数券カードおよびICカードのチャージに対応）が設置されている。

### のりば
| のりば | 路線       | 方向 | 行先             |
| ------ | ---------- | ---- | ---------------- |
| 1      | F 南大阪線 | 下り | 古市方面         |
| 2      | F 南大阪線 | 上り | 大阪阿部野橋方面 |

## 利用状況
2024年11月12日における1日乗降人員は4,996人である。
近年における1日乗降人員の推移は下表の通り。
| 年度               | 特定日利用状況 | 特定日利用状況 | 特定日利用状況 | 特定日利用状況 | 1日平均 乗車人員 | 出典        | 出典          | 出典         |
| 年度               | 調査日         | 乗車人員       | 降車人員       | 乗降人員       | 1日平均 乗車人員 | 近鉄        | 大阪府        | 大阪市       |
| ------------------ | -------------- | -------------- | -------------- | -------------- | ---------------- | ----------- | ------------- | ------------ |
| 1990年（平成02年） | 11月06日       | 5,167          | 5,124          | 10,291         |                  |             | [ 大阪府 1 ]  |              |
| 1991年（平成03年） | -              | -              | -              | -              |                  |             | [ 大阪府 2 ]  |              |
| 1992年（平成04年） | 11月10日       | 4,645          | 4,500          | 9,145          |                  |             | [ 大阪府 3 ]  |              |
| 1993年（平成05年） | -              | -              | -              | -              |                  |             | [ 大阪府 4 ]  |              |
| 1994年（平成06年） | -              | -              | -              | -              |                  |             | [ 大阪府 5 ]  |              |
| 1995年（平成07年） | 12月05日       | 4,301          | 4,210          | 8,511          |                  |             | [ 大阪府 6 ]  |              |
| 1996年（平成08年） | -              | -              | -              | -              |                  |             | [ 大阪府 7 ]  |              |
| 1997年（平成09年） | -              | -              | -              | -              |                  |             | [ 大阪府 8 ]  |              |
| 1998年（平成10年） | 11月10日       | 3,605          | 3,581          | 7,186          |                  |             | [ 大阪府 9 ]  |              |
| 1999年（平成11年） | -              | -              | -              | -              |                  |             | [ 大阪府 10 ] |              |
| 2000年（平成12年） | 11月07日       | 3,416          | 3,404          | 6,820          |                  | [ 近鉄 1 ]  | [ 大阪府 11 ] |              |
| 2001年（平成13年） | -              | -              | -              | -              | 2,864            |             | [ 大阪府 12 ] | [ 大阪市 1 ] |
| 2002年（平成14年） | -              | -              | -              | -              | 2,731            |             | [ 大阪府 13 ] | [ 大阪市 1 ] |
| 2003年（平成15年） | 11月11日       | 3,166          | 3,110          | 6,276          | 2,650            | [ 近鉄 2 ]  | [ 大阪府 14 ] | [ 大阪市 1 ] |
| 2004年（平成16年） | -              | -              | -              | -              | 2,502            |             | [ 大阪府 15 ] | [ 大阪市 1 ] |
| 2005年（平成17年） | 11月08日       | 2,831          | 2,868          | 5,699          | 2,485            | [ 近鉄 3 ]  | [ 大阪府 16 ] | [ 大阪市 1 ] |
| 2006年（平成18年） | -              | -              | -              | -              | 2,491            |             | [ 大阪府 17 ] | [ 大阪市 1 ] |
| 2007年（平成19年） | -              | -              | -              | -              | 2,478            |             | [ 大阪府 18 ] | [ 大阪市 1 ] |
| 2008年（平成20年） | 11月18日       | 2,660          | 2,693          | 5,353          | 2,409            |             | [ 大阪府 19 ] | [ 大阪市 1 ] |
| 2009年（平成21年） | -              | -              | -              | -              | 2,313            |             | [ 大阪府 20 ] | [ 大阪市 1 ] |
| 2010年（平成22年） | 11月09日       | 2,499          | 2,515          | 5,014          | 2,321            | [ 近鉄 4 ]  | [ 大阪府 21 ] | [ 大阪市 1 ] |
| 2011年（平成23年） | -              | -              | -              | -              | 2,305            |             | [ 大阪府 22 ] | [ 大阪市 1 ] |
| 2012年（平成24年） | 11月13日       | 2,549          | 2,613          | 5,162          | 2,295            | [ 近鉄 5 ]  | [ 大阪府 23 ] | [ 大阪市 1 ] |
| 2013年（平成25年） | -              | -              | -              | -              | 2,388            |             | [ 大阪府 24 ] | [ 大阪市 1 ] |
| 2014年（平成26年） | -              | -              | -              | -              | 2,355            |             | [ 大阪府 25 ] | [ 大阪市 1 ] |
| 2015年（平成27年） | 11月10日       | 2,513          | 2,533          | 5,046          | 2,423            | [ 近鉄 6 ]  | [ 大阪府 26 ] | [ 大阪市 1 ] |
| 2016年（平成28年） | -              | -              | -              | -              | 2,441            |             | [ 大阪府 27 ] | [ 大阪市 1 ] |
| 2017年（平成29年） | -              | -              | -              | -              | 2,466            |             | [ 大阪府 28 ] | [ 大阪市 1 ] |
| 2018年（平成30年） | 11月13日       | 2,626          | 2,651          | 5,277          | 2,516            | [ 近鉄 7 ]  | [ 大阪府 29 ] | [ 大阪市 1 ] |
| 2019年（令和元年） | -              | -              | -              | -              | 2,497            |             | [ 大阪府 30 ] | [ 大阪市 2 ] |
| 2020年（令和02年） | -              | -              | -              | -              | 2,039            |             | [ 大阪府 31 ] | [ 大阪市 3 ] |
| 2021年（令和03年） | 11月09日       | 2,529          | 2,496          | 5,025          | 2,170            | [ 近鉄 8 ]  | [ 大阪府 32 ] | [ 大阪市 4 ] |
| 2022年（令和04年） | 11月08日       | 2,451          | 2,478          | 4,929          | 2,343            | [ 近鉄 9 ]  | [ 大阪府 33 ] | [ 大阪市 5 ] |
| 2023年（令和05年） | 11月07日       | 2,452          | 2,493          | 4,945          | 2,430            | [ 近鉄 10 ] | [ 大阪府 34 ] | [ 大阪市 6 ] |
| 2024年（令和06年） | 11月12日       |                |                | 4,996          |                  | [ 近鉄 11 ] |               |              |

## 駅周辺
北田辺で青年時代を過ごした開高健の文学碑が駅前にある。
周辺は閑静な住宅街となっている。

### 商店街
- ファミリー北田辺
- 北田辺一番街
  - 食料品スーパー 北田辺味道館
- センターモール
- イーストアベニュー
- 新道商店街

### その他
- 日本郵便 東住吉駒川一郵便局
- 万代 今川店
- 大阪市立北田辺小学校
- 大阪市立桑津小学校
- 大阪市立東住吉中学校
- 大阪市立白鷺中学校
- 豊運寺
- 白雲寺
- うるし堤公園
- 桃ヶ池公園

## 隣の駅
近畿日本鉄道
F 南大阪線
■急行・■区間急行・■準急
通過
■普通
河堀口駅 (F02) - 北田辺駅 (F03) - 今川駅 (F04)
- 括弧内は駅番号を示す。

### 記事本文

### 利用状況
1. ↑  駅別一日乗降人員 南大阪線 吉野線 - 近畿日本鉄道
2. ↑  大阪府統計年鑑 - 大阪府
3. ↑  大阪市統計書 - 大阪市

#### 近畿日本鉄道
1. ↑  駅別乗降人員 南大阪線 吉野線 - 近畿日本鉄道（ウェイバックマシン）
2. ↑  駅別乗降人員 南大阪線 吉野線 - 近畿日本鉄道（ウェイバックマシン）
3. ↑  駅別乗降人員 南大阪線 吉野線 - 近畿日本鉄道（ウェイバックマシン）
4. ↑  駅別乗降人員 南大阪線 吉野線 - 近畿日本鉄道（ウェイバックマシン）
5. ↑  駅別乗降人員 南大阪線 吉野線 - 近畿日本鉄道（ウェイバックマシン）
6. ↑  駅別乗降人員 南大阪線 吉野線 - 近畿日本鉄道（ウェイバックマシン）
7. ↑  駅別乗降人員 南大阪線 吉野線 - 近畿日本鉄道（ウェイバックマシン）
8. ↑  近鉄線駅別乗降人員データ【調査日：令和3年11月9日(火)】 (PDF)  - 近畿日本鉄道
9. ↑  近鉄線駅別乗降人員データ【調査日：令和4年11月8日(火)】 (PDF)  - 近畿日本鉄道
10. ↑  近鉄線駅別乗降人員データ【調査日：令和5年11月7日(火)】 (PDF)  - 近畿日本鉄道
11. ↑  近鉄線駅別乗降人員データ【調査日：令和6年11月12日(火)】 (PDF)  - 近畿日本鉄道

#### 大阪府統計年鑑
1. ↑  大阪府統計年鑑（平成3年） (PDF)
2. ↑  大阪府統計年鑑（平成4年） (PDF)
3. ↑  大阪府統計年鑑（平成5年） (PDF)
4. ↑  大阪府統計年鑑（平成6年） (PDF)
5. ↑  大阪府統計年鑑（平成7年） (PDF)
6. ↑  大阪府統計年鑑（平成8年） (PDF)
7. ↑  大阪府統計年鑑（平成9年） (PDF)
8. ↑  大阪府統計年鑑（平成10年） (PDF)
9. ↑  大阪府統計年鑑（平成11年） (PDF)
10. ↑  大阪府統計年鑑（平成12年） (PDF)
11. ↑  大阪府統計年鑑（平成13年） (PDF)
12. ↑  大阪府統計年鑑（平成14年） (PDF)
13. ↑  大阪府統計年鑑（平成15年） (PDF)
14. ↑  大阪府統計年鑑（平成16年） (PDF)
15. ↑  大阪府統計年鑑（平成17年） (PDF)
16. ↑  大阪府統計年鑑（平成18年） (PDF)
17. ↑  大阪府統計年鑑（平成19年） (PDF)
18. ↑  大阪府統計年鑑（平成20年） (PDF)
19. ↑  大阪府統計年鑑（平成21年） (PDF)
20. ↑  大阪府統計年鑑（平成22年） (PDF)
21. ↑  大阪府統計年鑑（平成23年） (PDF)
22. ↑  大阪府統計年鑑（平成24年） (PDF)
23. ↑  大阪府統計年鑑（平成25年） (PDF)
24. ↑  大阪府統計年鑑（平成26年） (PDF)
25. ↑  大阪府統計年鑑（平成27年） (PDF)
26. ↑  大阪府統計年鑑（平成28年） (PDF)
27. ↑  大阪府統計年鑑（平成29年） (PDF)
28. ↑  大阪府統計年鑑（平成30年） (PDF)
29. ↑  大阪府統計年鑑（令和元年） (PDF)
30. ↑  大阪府統計年鑑（令和2年） (PDF)
31. ↑  大阪府統計年鑑（令和3年） (PDF)
32. ↑  大阪府統計年鑑（令和4年） (PDF)
33. ↑  大阪府統計年鑑（令和5年） (PDF)
34. ↑  大阪府統計年鑑（令和6年） (PDF)

#### 大阪市統計書
1. 1 2 3 4 5 6 7 8 9 10 11 12 13 14 15 16 17 18  大阪市統計書・アーカイブ版  (Microsoft Excelの.xls) - 大阪市
2. ↑  大阪市統計書・令和2年版  (Microsoft Excelの.xls) - 大阪市
3. ↑  大阪市統計書・令和3年版  (Microsoft Excelの.xls) - 大阪市
4. ↑  大阪市統計書・令和4年版  (Microsoft Excelの.xls) - 大阪市
5. ↑  大阪市統計書・令和5年版  (Microsoft Excelの.xls) - 大阪市
6. ↑  大阪市統計書・令和6年版  (Microsoft Excelの.xls) - 大阪市